# 訄书

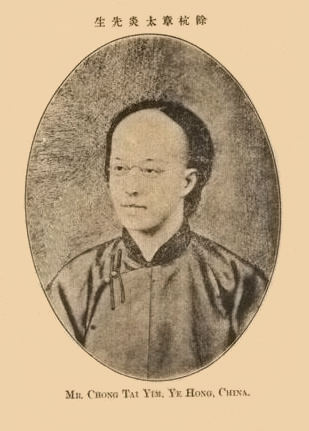
1906年出版《訄書重订本》卷首的章太炎像

《訄書》，章太炎著，凡63篇。

## 内容
「訄」字音求，含有逼迫的意思。章太炎自1898年開始寫作《訄書》，1900年7月出版，凡50篇，另有補佚2篇，由梁啟超題簽。1902年有增訂本，凡63篇。1904年於日本东京翔鸾社重印。1906年再版。1915年被袁世凯幽禁期间又作修改，更名為《檢論》。1915年收入《章氏丛书》。
《訄書》文笔古典、深奥，不易閱讀，“即海内通识之士，且或表同情于章氏者，亦艰于一读矣”，內容有大量反滿言論，在《不加賦難》等文章中，批判經濟剝削，在蘇報案中，章本人則因這些言論遭牢獄之災。
《訄書》中多次引及日本社會學家有賀長雄的《族制進化論》，初刻本《原变》强调：“物苟有志，强力以与天地竞，此古今万物之所以变。变至于人，遂止不变乎？人之相竞也，以器。……石也，铜也，铁也，则瞻地者以其刀辨古今之期者也。……要之，蜕其故用而成其新用。”是引用斯宾塞的學說。王汎森說：“在與論敵長期纏鬥的過程中，他的思想也同時被論敵制約形塑成一個特殊的風貌。”